# Pediodectes mitchelli
Pediodectes mitchelli is een rechtvleugelig insect uit de familie sabelsprinkhanen (Tettigoniidae). De wetenschappelijke naam van deze soort is voor het eerst geldig gepubliceerd in 1911 door Caudell.